# Galería MUY
La Galería MUY (Espacio Artístico MUY, AC) es un espacio cultural dedicado al arte contemporáneo realizado por personas de ascendencia maya y zoque (siendo las dos etnias principales de pueblos originarios en el estado de Chiapas, México). El nombre MUY viene del idioma tsotsil; es la raíz de la palabra que significa “placer”.El centro cultural está ubicado en una casa de adobe en un barrio céntrico (Barrio de Guadalupe) de la ciudad de San Cristóbal de las Casas y consiste en un patio amplio, espacios dedicados a la exposición de arte, una colección de más de 150 artefactos de arte maya y zoque, una casa de residencias y un taller de producción de pintura y cerámica. 
El espacio MUY abrió en diciembre de 2014 y desde entonces ha organizado más de 30 exposiciones individuales y colectivas de creadores mayas y zoques. Las y los artistas de la MUYson de los más destacados del movimiento de arte contemporáneo de los pueblos originarios de México.
Este centro cultural es codirigido por el antropólogo John Bursteiny la gestora y artista zoque Martha Alejandro López. El MUY ha mantenido un promedio de 4 exposiciones al año cada año desde su apertura en 2014. 

## Contexto
El estado de Chiapas, conocido por ser un lugar de interés para los antropólogos por la presencia de culturas indígenas vivas también es sitio de grandes industrias de explotación (los madereros –de quienes escribió B. Traven –plantaciones de café, presas, minería y petróleo). En las últimas décadas –sobre todo desde el levantamiento zapatista, un hito histórico a nivel mundial, Chiapas se convirtió en un foco mundial para la autonomía indígena posmoderna. Espacio MUY surgió en respuesta a la necesidad de espacios no gubernamentales dirigidos a personas de pueblos originarios, donde creadores e intelectuales mayas y zoques pudieran debatir y llevar a cabo colectivamente los aspectos culturales de las reformulaciones contemporáneas de la autonomía comunitaria tradicionalista que distingue a las comunidades indígenas de Chiapas y por la cual Chiapas se ha convertido en una Meca de turismo de justicia social para mexicanos y extranjeros jóvenes, que llegan de paso o a quedarse.
Desde el inicio, se enmarcó no sólo como una galería para mostrar obra artística, sino para utilizarse como sede y centro comunitario para estos debates y prácticas importantes, así como para brindar empleo a los distintos artistas y agentes culturales jóvenes que componen el equipo que administra el espacio. En palabras de los propios artistas,el proyecto ha cumplido su propósito de apoyar en las necesidades de los artistas indígenas locales y por lo tanto, ha logrado consolidarse como institución cultural en el transcurso de su primera década.

## Recibimiento crítico
Espacio Muy ha aparecido en periódicos como El Universal (México) y La Jornada (México). Sus exposiciones y los proyectos de sus artistas igualmente han recibido cobertura en distintos medios como periódicos y revistas de arte. La crítica de arte Ingrid Suckaer dedica un apartado a la Galería Muy en su libro Arte indígena contemporáneo: dignidad de la memoria y apertura de cánones, publicado en el 2017 por  Samsara Editorial.
En coincidencia con un aumento en el interés por las prácticas de arte indígena desde inicios de siglo, el Muy también ha interactuado con importantes museos de arte contemporáneo como Seminario 12,Museo Universitario Arte Contemporáneo,el Palacio de Bellas Artes (Ciudad de México) y Museo Universitario del Chopo en la Ciudad de México, así como curadoras como Itzel Vargas Plata, para subrayar la producción de arte contemporáneo entre los mayas y zoques de Chiapas. El Muy y sus artistas han sido invitados a participar en renombradas ferias internacionales de arte como Material Art Fair,donde recibió el Premio Hennesey para el mejor proyecto en 2020,el primer año que participó, y Outsider Art Fair en París.

## Misión social
Espacio MUY también ha recibido reconocimiento por su distinguido compromiso con llevar arte a comunidades mayas y zoques. Esto incluye la promoción de exposiciones locales de arte visual y escénico y especialmente el desarrollo de un modelo de taller que combina materiales locales poco tecnológicos –en cerámica y textil –con tecnologías modernas de video digital y prácticas basadas en redes sociales, de modos que están influenciados por el situacionismo, el arte relacional, y el teatro del oprimido. 

## Artistas de la galería
- Abraham Gómez
- Antún Kojtom
- Carlos de la Cruz
- Cecilia Gómez
- Darwin Cruz
- Dyg'nojoch
- Genaro Sántiz
- Gerardo K'ulej
- Humberto Gómez
- Juan Chawuk
- Kayúm Ma'ax
- Manuel Guzmán
- Marco Girón
- Maruch Méndez
- Maruch Sántiz
- P.T'ul Gómez
- PH Joel
- Raymundo López
- Säsäknichim Martínez
- Saúl Kak
- Xun Betan